# Bobby Hoff
Bobby "El Mago" Hoff (1939 - 25 de agosto de 2013) fue un jugador de póquer profesional estadounidense, con sede en Long Beach, California. De acuerdo con Hoff, su apodo de "El Mago" se refiere a su capacidad para hacer que montañas de fichas desapareciesen.

## Problemas de salud
En diciembre de 2010, Hoff sufrió un infarto que le llevó a tener que estar hospitalizado en Houston, Texas, en un estado estable. Se recuperó y volvió a jugar en California.
Hoff murió el 25 de agosto de 2013 a la edad de 73 años.